# Tauchen am Wechsel
Der Ort Tauchen am Wechsel liegt an der steirisch-niederösterreichischen Grenze am Fuße des Wechsels. Er teilt sich in die Ortschaft Steirisch-Tauchen der Gemeinde Pinggau im Bezirk Hartberg-Fürstenfeld der Steiermark, und das Dorf Tauchen der Gemeinde Mönichkirchen im Bezirk Neunkirchen von Niederösterreich. Der Ort ist einer von wenigen in Österreich, die in zwei Bundesländern liegen.

## Geografie
Das niederösterreichische Dorf Tauchen liegt auf 642 m ü. A. südöstlich von Schaueregg nördlich des Tauchenbaches. Südlich des Tauchenbaches trägt das Dorf (veraltet als zerstreute Häuser von der Statistik Austria klassifiziert) den Namen Steirisch-Tauchen (um 656 m ü. A.), das zusammen mit den Einzellagen Steinhof und Sommer im Südosten eine gesonderte verwaltungstechnische Ortschaft bildet. Der Ort umfasst insgesamt etwa 100 Gebäude mit um die 230 Einwohnern, von denen etwa ¼ im niederösterreichischen Dorf und die anderen im steirischen Teil leben. Die Landesgrenze verläuft weitgehend entlang des Tauchenbaches.
Die heute amtliche Bezeichnung „Steirisch-Tauchen“ hat sich mit Beginn des Zweiten Weltkrieges eingebürgert; bis 1938 hieß dieser Ortsteil Gstetten.
Der direkt im steirischen Teil des Ortes liegende Haltepunkt der Wechselbahn trägt den Namen Tauchen-Schaueregg.
Der Ort hat die burgenländische Postleitzahl 7421, da er bei deren Vergabe mit dem Ort Tauchen in der burgenländischen Gemeinde Mariasdorf verwechselt wurde. Weiters finden zwei Telefon-Ortsnetzkennzahlen Anwendung: Friedberg 03339 und Mönichkirchen 02649.
Der Ort ist von der Wechselstraße, von der Anschlussstelle Schäffern der A 2 (Exit 87) sowie von Mönichkirchen an der Nordseite des Wechselpasses erreichbar.

### Nachbarorte
| Schaueregg (Gem. Pinggau, Stmk.) | Feldbauern (Gem. Mönichkirchen, NÖ)         |                                |
| Rosenbichl (Gem. Pinggau, Stmk.) | Kompassrose, die auf Nachbargemeinden zeigt | Haberl (Gem. Schäffern, Stmk.) |
|                                  | Brandstatt (Gem. Pinggau, Stmk.)            | Spital (Gem. Schäffern, Stmk.) |

## Geschichte
| Länder                                 | Erzherzogtum Österreich / Herzogtum Steyer | Erzherzogtum Österreich / Herzogtum Steyer | Erzherzogtum Österreich / Herzogtum Steyer | Erzherzogtum Österreich / Herzogtum Steyer | Erzherzogtum Österreich / Herzogtum Steyer | Kronländer Österr. u.d. Enns / Steiermark (Kthm. Österr. bzw. Österr.-Ung.) | Kronländer Österr. u.d. Enns / Steiermark (Kthm. Österr. bzw. Österr.-Ung.) | Bundesländer Niederösterreich / Steiermark (Republik Österreich) | Bundesländer Niederösterreich / Steiermark (Republik Österreich) | Bundesländer Niederösterreich / Steiermark (Republik Österreich) | Bundesländer Niederösterreich / Steiermark (Republik Österreich) | Bundesländer Niederösterreich / Steiermark (Republik Österreich) | Bundesländer Niederösterreich / Steiermark (Republik Österreich) |
| Jahr                                   | 1497                                       | 1590 1572 ∗                                | 1751                                       | 1770                                       | 1787 1782 ∗                                | 018120                                                                      | 018690                                                                      | 1951                                                             | 1961                                                             | 1971                                                             | 1981                                                             | 1991                                                             | 2001                                                             |
| Tauchen, Dorf                          | 0−                                         | 0−                                         | 0−                                         | 0−                                         | 0−                                         | 0−                                                                          | 0111                                                                        | 104                                                              | 099                                                              | 093                                                              | 088                                                              | 127                                                              | 0− ∗∗                                                            |
| Tauchen, Dorf                          | 0−                                         | 10                                         | 10                                         | 0−                                         | 017                                        | 0−                                                                          | 0018                                                                        | 018                                                              | 021                                                              | 022                                                              | 023                                                              | 027                                                              | 0− ∗∗                                                            |
| (früher: Gstetten) / Steirisch-Tauchen | 0−                                         | 0−                                         | 0−                                         | 120                                        | 132                                        | 092                                                                         | 0140                                                                        | 191                                                              | 196                                                              | 206                                                              | 177                                                              | 177                                                              | 203                                                              |
| (früher: Gstetten) / Steirisch-Tauchen | 16                                         | 18                                         | 0−                                         | 027                                        | 025                                        | 0–                                                                          | 0022                                                                        | 027                                                              | 034                                                              | 055                                                              | 064                                                              | 076                                                              | 088                                                              |

∗ erste Jahreszahl: Österreich, zweite: Steiermark
∗∗ seit 2001 werden nur mehr Ortschaften gezählt, daher wurde das Dorf nicht eigenständig erfasst

## Kultur und Sehenswürdigkeiten

### Bahnhof Tauchen-Schaueregg

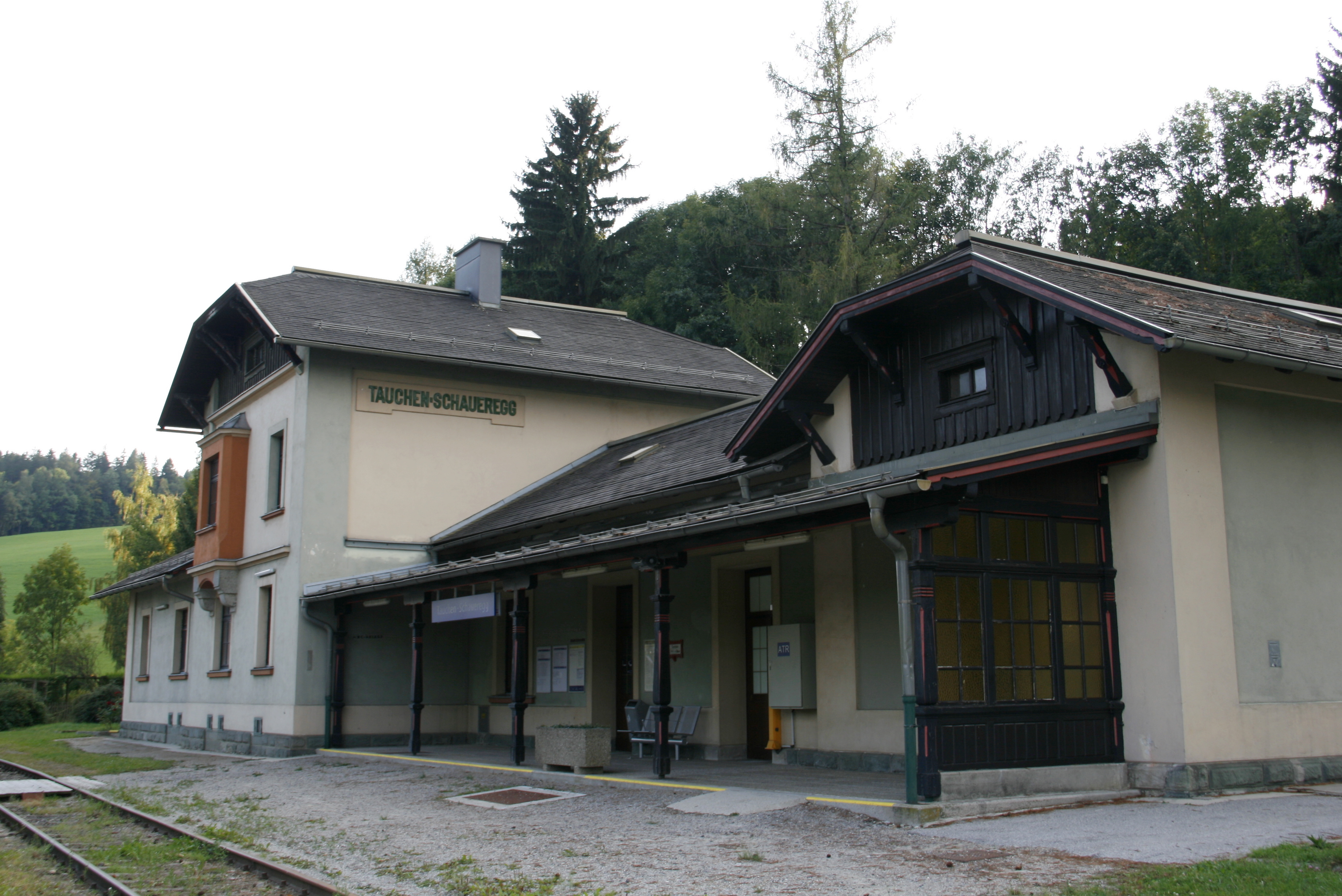
Bahnhof Tauchen-Schaueregg

Das Aufnahmsgebäude des Bahnhofs des Ortes (649 m ü. A.) steht unter Denkmalschutz. Es stammt noch aus der Erbauung der Wechselbahn in den 1900er Jahren (Einweihung 12. Oktober 1910) und ist ein repräsentativer Vertreter der Österreichisch-Ungarischen Bahnhofsarchitektur mit späthistoristischer Formensprache. Das Gebäude zeigt profilierte Vordachsteher, Laubsäge-Zierrat und die kleinfacettierten Fensterflächen, wie es auch für die Sommerfrischen-Häuser des Heimatstils mit ihren Veranden  typisch ist.
An der Wechselbahn stehen noch zwei weitere Aufnahmsgebäude im gleichen Stil unter Schutz, nämlich Ausschlag-Zöbern und Mönichkirchen (bei letzterem ist der Bahnhof nicht mehr in Betrieb).

### Vereine und Organisationen
- Freiwillige Feuerwehr Tauchen. Das Feuerwehrhaus steht zwar hinter der Grenze auf steirischer Seite und somit in der Gemeinde Pinggau, dennoch gehört die Feuerwehr Tauchen dem niederösterreichischen Landesfeuerwehrverband an.
- Dorferneuerungs- und Tourismusverein Tauchen
- Eisschützenverein

## Tourismus
Durch Tauchen verläuft der Ostostösterreichischer Grenzlandweg 07, der sich nahe dem Bahnhof in zwei Varianten teilt. Während die Hauptroute 07 über das Hallerhaus auf den Hochwechsel strebt, verläuft die Nebenroute 07A über Pinggau, Friedberg, Sankt Lorenzen am Wechsel nach Vorau.